# Оповідь (процес)

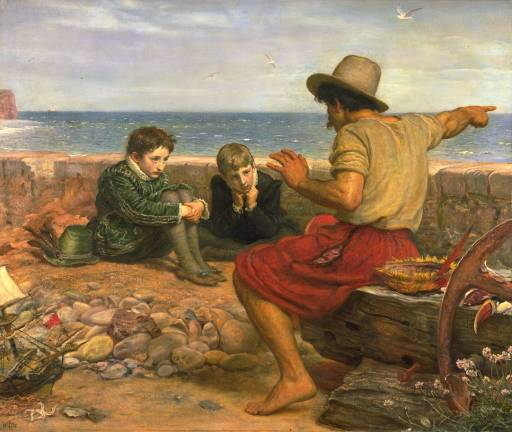
Картина Джона Еверетта Мілле "Юнацькі роки Ролі". Моряк розповідає молодому Волтеру Ролі і його брату історію про те, що сталося в морі.

Оповідь — це соціально-культурна діяльність, коли людина оповідає історію іншим людям, іноді використовуючи імпровізацію, театралізацію чи перебільшення. Кожна культура має власні оповідання, якими здавна діляться для розваги, освіти, збереження культури чи виховання моральних цінностей (наприклад, народні казки). Ключовими елементами цих історій є сюжет, персонажі та позиція оповідача. 
В медіаконтексті часто використовують англійський термін storytelling.

## Історична перспектива
Оповідання, переплетене з розвитком міфології, передувало писемності. Найдавніші форми оповіді зазвичай були усними, у поєднанні з жестами та мімікою. Деякі археологи вважають, що наскальні малюнки, окрім ролі в релігійних ритуалах, могли слугувати формою оповіді для багатьох давніх культур. Австралійські аборигени малювали символи, які також з'являються в історіях, на стінах печер, щоб допомогти оповідачеві запам'ятати історію. Потім історію розповідали, використовуючи поєднання усної розповіді, музики, наскального мистецтва і танцю, які приносять розуміння і сенс людському існуванню через пам'ять і відтворення історій. Люди використовували різьблені стовбури живих дерев і ефемерні носії (такі як пісок і листя) для запису народних казок на малюнках або за допомогою письма. Складні форми татуювання також можуть представляти історії з інформацією про генеалогію, приналежність та соціальний статус.
Народні казки часто мають спільні мотиви та теми, що свідчить про можливу базову психологічну схожість у різних людських культурах. Інші історії, зокрема казки, як видається, поширювалися з місця на місце, що свідчить про їхню пам'ятність і популярність. 
Групи спочатку усних оповідань з часом можуть об'єднуватися в цикли історій (як "Арабські ночі"), групуватися навколо міфічних героїв (як "Король Артур") і перетворюватися на розповіді про діяння богів і святих різних релігій. Результати можуть бути епізодичними (як історії про Анансі), епічними (як у гомерівських казках), надихаючими (зверніть увагу на традицію життєписів) і/або повчальними (як у багатьох буддійських або християнських священних писаннях). 